# Parijs-Brussel 1982
De 62e editie van de wielerwedstrijd Parijs-Brussel (vanaf 2013; Brussels Cycling Classic) werd gehouden op woensdag 20 september 1982. De koers startte in de Franse plaats Parijs en finishte in de Belgische plaats Brussel. De Nederlander Jacques Hanegraaf won de wedstrijd.
De wedstrijd was onderdeel van de Super Prestige Pernod.

## Uitslag
| Plaats  | Naam                | Ploeg                         | Tijd     |
| ------- | ------------------- | ----------------------------- | -------- |
| Winnaar | Jacques Hanegraaf   | TI-Raleigh-Campagnolo         | 7u11'00" |
| 2       | Pascal Jules        | Renault-Elf-Gitane            | + 3"     |
| 3       | Johan van der Velde | TI-Raleigh-Campagnolo         | z.t.     |
| 4       | Rudy Pevenage       | Capri Sonne-Campagnolo-Merckx | z.t.     |
| 5       | Gregor Braun        | Capri Sonne-Campagnolo-Merckx | z.t.     |
| 6       | Giuseppe Saronni    | Del Tongo-Colnago             | z.t.     |
| 7       | Jan Raas            | TI-Raleigh-Campagnolo         | z.t.     |
| 8       | Hennie Kuiper       | DAF Trucks-Tévé Blad-Rossin   | z.t.     |
| 9       | Franky De Gendt     | Vermeer-Thijs-Gios            | z.t.     |
| 10      | Bernard Hinault     | Renault-Elf-Gitane            | z.t.     |

1893 · 
1894 - 1905 · 
1906 · 
1907 · 
1908 · 
1909 · 
1910 · 
1911 · 
1912 · 
1913 · 
1914 · 
1915 · 
1916 · 
1917 · 
1918 · 
1919 · 
1920 · 
1921 · 
1922 · 
1923 · 
1924 · 
1925 · 
1926 · 
1927 · 
1928 · 
1929 · 
1930 · 
1931 · 
1932 · 
1933 · 
1934 · 
1935 · 
1936 · 
1937 · 
1938 · 
1939 · 
1940 - 1945 · 
1946 · 
1947 · 
1948 · 
1949 · 
1950 · 
1951 · 
1952 · 
1953 · 
1954 · 
1955 · 
1956 · 
1957 · 
1958 · 
1959 · 
1960 · 
1961 · 
1962 · 
1963 · 
1964 · 
1965 · 
1966 · 
1967 - 1972 · 
1973 · 
1974 · 
1975 · 
1976 · 
1977 · 
1978 · 
1979 · 
1980 · 
1981 · 
1982 · 
1983 · 
1984 · 
1985 · 
1986 · 
1987 · 
1988 · 
1989 · 
1990 · 
1991 · 
1992 · 
1993 · 
1994 · 
1995 · 
1996 · 
1997 · 
1998 · 
1999 · 
2000 · 
2001 · 
2002 · 
2003 · 
2004 · 
2005 · 
2006 · 
2007 · 
2008 · 
2009 · 
2010 · 
2011 ·
2012 · 
2013 ·
2014 ·
2015 ·
2016 ·
2017 ·
2018 ·
2019 ·
2020 · 
2021 · 
2022 · 
2023 · 
2024 · 
2025